# Хари Стайлс
Хари Едуард Стайлс (на английски: Harry Edward Styles) е английски певец, текстописец и актьор, член на британско-ирландската бой банда Уан Дайрекшън.

## Биография
Хари Стайлс е роден на 1 февруари 1994 г. в селото Холмс Чапъл, Англия. Майка му се казва Анн Туист, а баща му – Дезмънд Стайлс. Има по-голяма сестра – Джема Стайлс, родена на 3 декември 1990 г. Когато Хари навършва 7 години, родителите му се развеждат. Той открито споделя спомените си по темата: 
| „ | Беше доста странно. Спомням си, че плаках, въпреки че не разбирах напълно какво се е случило. Просто бях тъжен, че родителите ми няма да са заедно вече. | “ |

След развода той остава с майка си и сестра си и тримата се преместват в провинцията Чешър. На 12 години той и семейството му отново се връщат в Холмс Чапъл, а именно тогава майка му се запознава с доведения му баща, Робин Туист, който умира от рак през 2017. Хари има по-голям доведен брат на име Майк, както и доведена сестра – Ема. Учи в гимназия „Холмс Чапъл“, а до 16-годишна възраст работи в пекарната W. Mandeville Bakery в Холмс Чапъл.
Като дете, Хари обичал да пее песни на Елвис Пресли. В гимназията основава група заедно с приятелите си, наречена White Eskimo, която печели конкурс за местната битка на групите.

## Музикална кариера
Хари обича музиката и пеенето още от дете. В юношеските си години е водещ вокал на групата Уайт Ескимо (White Eskimo). С Хайдн Морис – китарист, Ник Клъф – бас китарист и Уил Суини – барабанист, се включват в местното състезание „Битката на бандите“, което по-късно печелят.
През 2010 година вече 16-годишният Хари Стайлс се явява на прослушване за британското издание на музикалния конкурс The X Factor. Там пее песента Isn't She Lovely на Стиви Уондър. Получава положителни коментари от двама от тримата съдии – Никол Шерзингер и Саймън Кауел. Единственият, който се усъмнява в способностите му, е Луи Уолш. Той заявява, че „не знае дали Хари е готов да се развива“. Въпреки това положителните оценки на другите двама съдии са достатъчни на Хари да продължи напред. В „тренировъчния лагер“ Хари изпълнява Stop Crying Your Heart Out. Преминава през всички етапи в лагера, без последния. В първия момент Стайлс не е избран за къщите на съдиите. Вече готов да си замине обратно към Чешир, той е извикан обратно от съдиите заедно с Луи Томлинсън, Лиъм Пейн, Зейн Малик и Найъл Хоран. Гост-съдията Никол Шерзингер им съобщава, че те могат да продължат в шоуто, но като група.
Сред изпълнителите, които Хари посочва като свое вдъхновение, са Елвис Пресли, Колдплей, Фостър дъ Пийпъл и Кингс ъф Лиън.
Хари, заедно със своите колеги от Уан Дайрекшън, имат пет търговски успешни албума, в последния от които бившият член на групата – Зейн, не взима участие.
На 22 юни 2016 г. е съобщено от Billboard, че е подписал договор с Columbia Records за солова кариера. На 7 април 2017 г. излиза първият сингъл на Стайлс под името Sign of the Times, който според много критици е една от най-добрите песни на десетилетието.
Дебютният му албум излиза на 12 май 2017 г. под номер едно в множество страни, включително Великобритания, САЩ и Австралия. Включен е в списъците на най-добрите албуми за 2017. Документалният филм Harry Styles: Behind the Album, показващ как Хари записва създаването на албума си, е пуснат на 15 май чрез Apple Music. В подкрепа на албума, той поема първото си самостоятелно турне, Harry Styles: Live on Tour, от септември 2017 до юли 2018. Той прави своя дебют във филма Dunkirk на Кристофър Нолан през юли 2017 г., играейки британски войник на име Алекс, който е част от евакуацията на Дюнкерк през Втората световна война. Хари се появява заедно с актьорите Фион Уайтхед, Джак Лоудън, Анерин Барнард, Том Харди, Марк Риланс, Килиън Мърфи и Кенет Бранаг във филма. Хари печели ролята, като Нолан казва, че не е знаел, че е толкова известен и че Стайлс я е спечелил, защото „се вписва чудесно в ролята“. Филмовият критик на „Дейли Телеграф“ Роби Колин приветства Стайлс за „яркото, осъдено и неочаквано ненатрапчиво изпълнение“. BBC One излъчва Хари Стайлс през ноември 2017 г. с водещ Ник Гримшоу, включвайки песните от неговия албум и интервюта от Гримшоу. Третият му сингъл Kiwi бе пуснат през ноември 2017 заедно с музикален клип, а Стайлс изпълни песента в предаването The X Factor, отбелязвайки първото си солово изпълнение в шоуто. Хари гостува в The Late Late Show with James Corden през декември. Заедно с Джак Антонов и Илси Джубер Стайлс са автори на песента на Alfie (Not So Typical Love Song) за филма Love, Simon. През 2018 г. Хари изпълнява ролята на изпълнителен продуцент за сериала Happy Together.
На 13 декември 2019 излиза вторият му солов проект – албумът Fine Line. Дебютира под номер едно в класацията Billboard 200 с 478,000 продадени копия, като запазва позицията си две седмици. Fine Line е последният №1 албум на миналото десетилетие и първият №1 албум на новото. Проектът е четвъртият най-продаван албум за 2019 г. Албумът е подкрепен от пет сингъла – Lights Up – дебютира под №17 в класацията Billboard Hot 100; Adore You – изкачва се до №6 в Billboard Hot 100 и остава под №1 в радио класацията Billboard Pop Songs в продължение на 45 седмици; Watermelon Sugar – изкачва се до №1 в Billboard Hot 100, като това е първият №1 сингъл за Хари; Falling и Golden. Албумът е номиниран в категорията Album Of The Year на наградите Brits и е част от 500-те най-велики албума в класацията на списание „Ролинг Стоун“. Хари е номиниран на наградите Грами за 2021 г. в категориите Best Music Video за Adore You, Best Pop Solo Performance за Watermelon Sugar и Best Pop Vocal Album за Fine Line. Хари е хитмейкърът на годината според списание Variety и първият мъж, заснет соло на корицата на американското издание на списание Vogue. Изпълнителят взима главна роля във втория си филм – Don't Worry, Darling.
През 2020 г. двата му албума стават платинени, а през март 2021 г. Хари печели награда Грами в категорията Best Pop Solo Performance с песента си Watermelon Sugar.

## Дискография

### Студийни албуми
- Harry Styles (2017)
- Fine Line (2019)
- Harry's House (2022)